# Wacław Sieroszewski
Wacław Kajetan Sieroszewski (1858-1945) fue un escritor, soldado de las Legiones Polacas de la Primera Guerra Mundial (condecorado con la Orden Virtuti Militari) y político socialista polaco. Por actividades subversivas contra el Imperio ruso, pasó muchos años exiliado en Siberia.
Durante la Segunda República Polaca, Sieroszewski fue senador y presidió la Unión de Escritores Polacos (Związek Zawodowy Literatów Polskich, 1927-30) y la Academia Polaca de Literatura (Polska Akademia Literatury, 1933-1939).

## Obras
Las experiencias de Sieroszewski en Siberia fueron plasmadas en sus numerosas historias y novelas — Na kresach lasów (En la linde del bosque, 1894), Dno nędzy (La profundidad de la miseria, 1900), Risztau (1899), Ucieczka (La fuga, 1904), Zamorski diabeł (El diablo de ultramar, 1900). También escribió Bajki (Fábulas, 1910). Su obra 12 lat w kraju Jakutów (12 años en el país de los yakutos, 1900) supone el primer registro etnográfico completo del pueblo yakuto.

### Filmografía selecta
- Na Sybir (A Siberia, 1930)